# Mistrzostwa NCAA Division III w Zapasach w 2015
Mistrzostwa NCAA Division III w zapasach w 2015 roku rozegrane zostały w Hershey w dniach 13–14 marca. Zawody odbyły się w Giant Center. Gospodarzem turnieju był Elizabethtown College.
- Outstanding Wrestler – Mike Fuenffiger

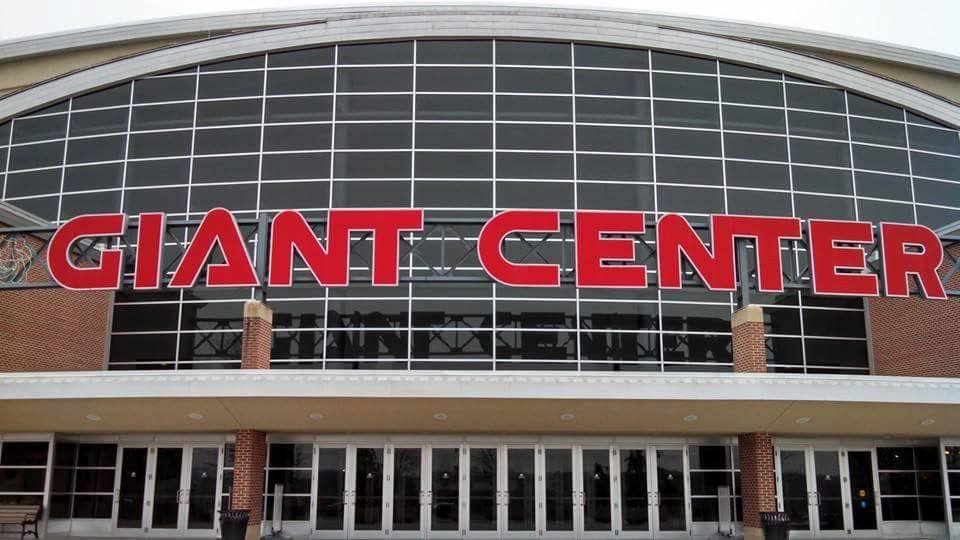

Punkty zdobyły 54 drużyny.

## Wyniki

### Drużynowo
| Kolejność | Szkoła                             | Zespół        |
| --------- | ---------------------------------- | ------------- |
| 1.        | Augsburg University                | Auggies       |
| 2.        | Wartburg College                   | Knights       |
| 3.        | Wabash College                     | Little Giants |
| 4.        | University of Wisconsin–Whitewater | Warhawks      |
| 5.        | Delaware Valley University         | Aggies        |
| 6.        | Messiah College                    | Falcons       |
| 7.        | Coe College                        | Kohawks       |
| 8.        | University of Wisconsin–La Crosse  | Eagles        |

### All American

#### 125 lb
| Lp. | Zawodnik        | Szkoła                |
| --- | --------------- | --------------------- |
| 1.  | Mike Fuenffiger | Augsburg              |
| 2.  | Lucas Malmberg  | Messiah               |
| 3.  | Paul Bewak      | Johns Hopkins         |
| 4.  | Jesse Gunter    | Baldwin Wallace       |
| 5.  | Jake Agnitsch   | Wartburg              |
| 6.  | Guesseppe Rea   | Wilkes                |
| 7.  | Daniel Page     | Central               |
| 8.  | Brian Amato     | Worcester Polytechnic |

#### 133 lb
| Lp. | Zawodnik           | Szkoła      |
| --- | ------------------ | ----------- |
| 1.  | Matthew Grossmann  | Wilkes      |
| 2.  | Chad Bartschenfeld | Augsburg    |
| 3.  | Evan Obert         | Luther      |
| 4.  | Alex Gomez         | Ithaca      |
| 5.  | Nathaniel Giorgio  | Coast Guard |
| 6.  | Nathan Pike        | New York    |
| 7.  | Zach Haynes        | Delaware    |
| 8.  | Connor Campo       | Wartburg    |

#### 141 lb
| Lp. | Zawodnik        | Szkoła               |
| --- | --------------- | -------------------- |
| 1.  | Cary Palmer     | Hunter               |
| 2.  | Drew Van Anrooy | Luther               |
| 3.  | Kaleb Loht      | Messiah              |
| 4.  | Brandon Jones   | New York             |
| 5.  | Nick Steger     | Loras                |
| 6.  | Layten Binion   | North Central        |
| 7.  | Matt Adcock     | Wisconsin–Whitewater |
| 8.  | Michael Ferinde | Johnson & Wales      |

#### 149 lb
| Lp. | Zawodnik       | Szkoła               |
| --- | -------------- | -------------------- |
| 1.  | Kenneth Martin | Wartburg             |
| 2.  | Vincent Fava   | Delaware             |
| 3.  | Brad Mayville  | Rochester Institute  |
| 4.  | Derek Arnold   | Ursinus              |
| 5.  | Elroy Perkin   | Wisconsin–Whitewater |
| 6.  | Daniel Mirman  | John Carroll         |
| 7.  | Will Keeter    | Augsburg             |
| 8.  | Luke Lohr      | Waynesburg           |

#### 157 lb
| Lp. | Zawodnik         | Szkoła                 |
| --- | ---------------- | ---------------------- |
| 1.  | Nick Carr        | Washington & Jefferson |
| 2.  | Reece Lefever    | Wabash                 |
| 3.  | Jorge Lopez      | Williams               |
| 4.  | Steven DeWitt    | Loras                  |
| 5.  | Drew Wagenhoffer | Wartburg               |
| 6.  | Kevin Collins    | Ithaca                 |
| 7.  | Jon Garrison     | Mount Union            |
| 8.  | Antonio Mancella | New Jersey             |

#### 165 lb
| Lp. | Zawodnik        | Szkoła              |
| --- | --------------- | ------------------- |
| 1.  | Farai Sewera    | Coe                 |
| 2.  | Tyler Schneider | Wisconsin–La Crosse |
| 3.  | Nolan Barger    | Lycoming            |
| 4.  | Sam Guidi       | Waynesburg          |
| 5.  | Eric Hensel     | Augsburg            |
| 6.  | Andrew Steiert  | Wartburg            |
| 7.  | Ethan Farmer    | Wabash              |
| 8.  | Jesse Bader     | Hunter              |

#### 174 lb
| Lp. | Zawodnik          | Szkoła               |
| --- | ----------------- | -------------------- |
| 1.  | Conner Lefever    | Wabash               |
| 2.  | Zach Zotollo      | New Jersey           |
| 3.  | Josh Thomson      | Messiah              |
| 4.  | Ryan Harrington   | Coe                  |
| 5.  | Tory Cain         | Rochester Institute  |
| 6.  | Sebastian Gardner | Concordia–Moorhead   |
| 7.  | Garrett Chase     | Baldwin Wallace      |
| 8.  | Jordan Newman     | Wisconsin–Whitewater |

#### 184 lb
| Lp. | Zawodnik            | Szkoła              |
| --- | ------------------- | ------------------- |
| 1.  | Riley Lefever       | Wabash              |
| 2.  | Devin Peterson      | Wartburg            |
| 3.  | Daniel Olsen        | Wheaton             |
| 4.  | Christoper Chorzepa | Williams            |
| 5.  | Richard Dowdley     | Heidelberg          |
| 6.  | Richard Carlson     | Wisconsin–La Crosse |
| 7.  | Patrick Sheehan     | New York            |
| 8.  | Tyler Beckwith      | SUNY–Cortland       |

#### 197 lb
| Lp. | Zawodnik        | Szkoła               |
| --- | --------------- | -------------------- |
| 1.  | Joe Giaramita   | SUNY–Cortland        |
| 2.  | Shane Siefert   | Wisconsin–Whitewater |
| 3.  | Eric Twohey     | Wisconsin–La Crosse  |
| 4.  | Aaron Karns     | Delaware             |
| 5.  | Donnie Horner   | Coe                  |
| 6.  | Gerard Roman    | Wartburg             |
| 7.  | Matthew Hechsel | Augsburg             |
| 8.  | Matt Seabold    | Central              |

#### 285 lb
| Lp. | Zawodnik              | Szkoła               |
| --- | --------------------- | -------------------- |
| 1.  | Donny Longendyke      | Augsburg             |
| 2.  | Jean-Jacques Terrance | Rhode Island         |
| 3.  | Zachery Roseberry     | Delaware             |
| 4.  | James Bethel          | Oneonta State        |
| 5.  | Benjamin Nagle        | Wartburg             |
| 6.  | Trevor Maresh         | Alma                 |
| 7.  | Anthony Edgren        | Wisconsin–Whitewater |
| 8.  | Conner Herman         | Luther               |